# Marco Engelhardt
Marco Engelhardt (Bad Langensalza, Alemania, 2 de diciembre de 1980) es un exfutbolista alemán. Jugaba como volante. 

## Selección nacional
Ha sido internacional con la Selección de fútbol de Alemania, en 3 partidos internacionales.

### Participaciones Internacionales
| Torneo                    | Sede     | Resultado    |
| ------------------------- | -------- | ------------ |
| Copa Confederaciones 2005 | Alemania | Tercer lugar |

## Clubes
| Club                   | País     | Año       |
| ---------------------- | -------- | --------- |
| FC Rot-Weiß Erfurt     | Alemania | 1998-2001 |
| Karlsruher SC          | Alemania | 2001-2004 |
| 1. FC Kaiserslautern   | Alemania | 2004-2006 |
| 1. FC Nuremberg        | Alemania | 2006-2008 |
| Karlsruher SC          | Alemania | 2008-2010 |
| FC Rot-Weiß Erfurt     | Alemania | 2011-2014 |
| Hallescher FC          | Alemania | 2014-2016 |
| TSG 1899 Hoffenheim II | Alemania | 2016-2018 |

## Palmarés

### Campeonatos nacionales
| Título           | Club            | País     | Año  |
| ---------------- | --------------- | -------- | ---- |
| Copa de Alemania | 1. FC Nuremberg | Alemania | 2007 |